# Tênis nos Jogos Olímpicos de Verão de 1908

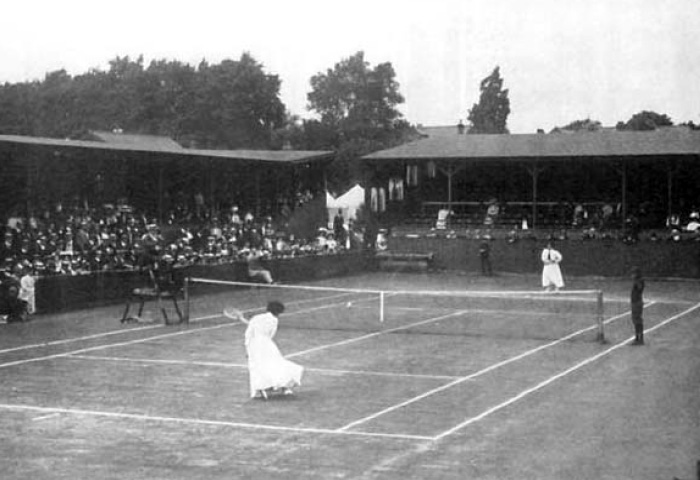
Partida de simples feminino durante os Jogos de Londres 1908

O tênis nos Jogos Olímpicos de Verão de 1908 foi realizado em Londres, no Reino Unido, com seis eventos disputados. Foi incorporado torneios de tênis em quadras fechadas (indoor) ao lado das tradicionais disputas ao ar livre. O tênis feminino retornou após ausência nos Jogos de Saint Louis 1904 com a disputa de simples e simples indoor. Ao todo 40 homens e 10 mulheres competiram em 1908.

## Eventos do tênis
Masculino: Simples | Duplas | Simples indoor | Duplas indoor

Feminino: Simples | Simples indoor

## Masculino

### Simples masculino

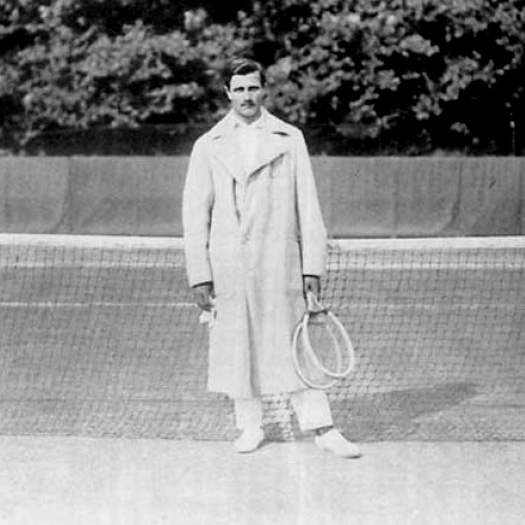
O alemão Otto Froitzheim, medalhista de prata no torneio de simples masculino

| Pos. | País               | Atletas           |
| ---- | ------------------ | ----------------- |
|      | Grã-Bretanha (GBR) | Josiah Ritchie    |
|      | Alemanha (GER)     | Otto Froitzheim   |
|      | Grã-Bretanha (GBR) | Wilberforce Eaves |

Primeira rodada:
| GBR Wilberforce Eaves | 3 - 0 | AUT Rolf Kinzl            |
| 6-3, 6-1, 6-0         |       |                           |
| GBR Charles Dixon     | 3 - 0 | GER Friedrich Rahe        |
| 6-2, 7-5, 6-4         |       |                           |
| GER Otto Froitzheim   | 3 - 0 | GBR Kenneth Powell        |
| 6-3, 6-1, 6-4         |       |                           |
| GER Oscar Kreuzer     | 3 - 0 | AUT Fritz Piepes          |
| 6-3, 6-1, 6-4         |       |                           |
| HUN Ede Tóth          | vence | BOH Josef Micovský        |
| 6-3, 2-1, ab.         |       |                           |
| CAN Richard Powell    | 3 - 0 | NED Christiaan van Lennep |
| 6-4, 6-1, 6-2         |       |                           |

Segunda rodada:
| GBR Josiah Ritchie     | 3 - 0 | RSA Vincent Gauntlett   |
| 6-1, 6-4, 6-1          |       |                         |
| FRA Maurice Germot     | 3 - 0 | GER Heinrich Schomburgk |
| 7-5, 6-4, 6-2          |       |                         |
| GER Moritz von Bissing | 3 - 0 | AUT Arthur Zborzil      |
| 6-1, 6-4, 6-4          |       |                         |
| GBR Charles Dixon      | 3 - 0 | HUN Dezsö Lauber        |
| 6-1, 6-0, 6-0          |       |                         |
| BOH Bohuslav Hykš      | 3 - 1 | HUN Jenö Zsigmondy      |
| 7-5, 6-4, 3-6, 6-0     |       |                         |
| GER Otto Froitzheim    | 3 - 0 | GER Oscar Kreuzer       |
| 6-2, 6-3, 6-3          |       |                         |
| GBR James Parke        | 3 - 0 | HUN Ede Tóth            |
| 6-1, 6-3, 6-2          |       |                         |
| GBR George Caridia     | 3 - 0 | RSA Harold Kitson       |
| 6-1, 6-3, 6-1          |       |                         |
| CAN Richard Powell     | 3 - 1 | BOH Ladislav Žemla      |
| 2-6, 6-0, 6-4, 6-1     |       |                         |
| CAN James Foulkes      | 3 - 0 | NED Roelof van Lennep   |
| 6-2, 6-4, 6-3          |       |                         |

Oitavas de final:
| GBR Josiah Ritchie    | 3 - 0 | GBR Walter Crawley     |
| 6-1, 6-4, 6-1         |       |                        |
| GBR Wilberforce Eaves | 3 - 0 | GER Moritz von Bissing |
| 8-6, 7-5, 7-5         |       |                        |
| GBR Charles Dixon     | 3 - 0 | BOH Bohuslav Hykš      |
| 6-1, 6-2, 6-3         |       |                        |
| GER Otto Frontzhein   | 3 - 0 | GBR James Parke        |
| 6-4, 11-9, 6-4        |       |                        |
| GBR George Caridia    | 3 - 1 | CAN Richard Powell     |
| 6-4, 3-6, 6-4, 6-2    |       |                        |
| RSA John Richardson   | 3 - 0 | CAN James Foulkes      |
| 6-2, 6-4, 6-3         |       |                        |
| CAN Charles Brown     | 3 - 0 | BOH Karel Robetín      |
| 6-2, 6-1, 6-0         |       |                        |

Quartas de final:
| GBR Josiah Ritchie    | vence | FRA Maurice Germot |
| 6-0, 6-0, ab          |       |                    |
| GBR Wilberforce Eaves | 3 - 0 | GBR Charles Dixon  |
| 6-3, 7-5, 6-3         |       |                    |
| GER Otto Froitzheim   | 3 - 1 | GBR George Caridia |
| 6-4, 6-1, 5-7, 6-1    |       |                    |
| RSA John Richardson   | 3 - 0 | CAN Charles Brown  |
| 6-3, 6-1, 6-0         |       |                    |

Semifinal:
| GBR Josiah Ritchie  | 3 - 1 | GBR Wilberforce Eaves |
| 2-6, 6-1, 6-4, 6-1  |       |                       |
| GER Otto Froitzheim | 3 - 0 | RSA John Richardson   |
| 2-6, 6-1, 6-4, 6-4  |       |                       |

Final:
| GBR Josiah Ritchie | 3 - 0 | GER Otto Froitzheim |
| 7-5, 6-3, 6-4      |       |                     |

Não houve disputa de terceiro lugar. Wilberforce Eaves recebeu a medalha de bronze por ter sido derrotado por Ritchie nas semifinais.

### Duplas masculino
| Pos. | País               | Atletas                          |
| ---- | ------------------ | -------------------------------- |
|      | Grã-Bretanha (GBR) | George Hillyard Reginald Doherty |
|      | Grã-Bretanha (GBR) | Josiah Ritchie James Parke       |
|      | Grã-Bretanha (GBR) | Clement Cazalet Charles Dixon    |

Primeira rodada:
| RSA Gauntlett/Kitson      | 3 - 0 | BOH Hykš/Robetín |
| 6-0, 6-4, 6-3             |       |                  |
| GER Froitzheim/Schomburgk | 3 - 0 | GER Kreuzer/Rahe |
| 6-1, 6-3, 6-3             |       |                  |

Oitavas de final:
| GBR Crawley/K. Powell | 3 - 0 | CAN Foulkes/R. Powell           |
| 7-5, 6-3, 6-2         |       |                                 |
| GBR Cazalet/Dixon     | 3 - 1 | NED C. van Lennep/R. van Lennep |
| 6-4, 6-0, 3-6, 6-2    |       |                                 |
| RSA Gauntlett/Kitson  | 3 - 1 | GER Froitzheim/Schomburgk       |
| 3-6, 6-2, 7-5, 6-3    |       |                                 |
| GBR Ritchie/Parke     | 3 - 0 | HUN Zsigmondy/Tóth              |
| 6-1, 6-0, 6-3         |       |                                 |

Quartas de final:
| GBR Hillyard/Doherty    | 3 - 1 | GBR Crawley/K. Powell |
| 10-8, 6-1, 7-9, 7-5     |       |                       |
| GBR Cazalet/Dixon       | 3 - 2 | GBR Gauntlett/Kitson  |
| 6-2, 5-7, 2-6, 6-3, 6-3 |       |                       |
| GBR Ritchie/Parke       | 3 - 0 | AUT Zborzil/Piepes    |
| 7-5, 6-4, 6-2           |       |                       |

Semifinal:
| GBR Hillyard/Doherty      | 3 - 2 | GBR Cazalet/Dixon |
| 5-7, 2-6, 6-4, 17-15, 6-4 |       |                   |

Final:
| GBR Hillyard/Doherty | 3 - 0 | GBR Ritchie/Parke |
| 9-7, 7-5, 9-7        |       |                   |

### Simples indoor masculino
| Pos. | País               | Atletas        |
| ---- | ------------------ | -------------- |
|      | Grã-Bretanha (GBR) | Arthur Gore    |
|      | Grã-Bretanha (GBR) | George Caridia |
|      | Grã-Bretanha (GBR) | Josiah Ritchie |

Oitavas de final:
| SWE Gunnar Setterwall | 3 - 0 | GBR Lionel Escombe |
| 6-2, 6-3, 6-1         |       |                    |

Quartas de final:
| GBR George Caridia    | 3 - 0 | SWE Gunnar Setterwall |
| 6-2, 6-1, 6-1         |       |                       |
| GBR Wilberforce Eaves | 3 - 0 | SWE Wollmar Boström   |
| 7-5, 6-2, 9-7         |       |                       |

Semifinal:
| GBR Arthur Gore         | 3 - 2 | GBR Josiah Ritchie    |
| 4-6, 6-3, 5-7, 6-1, 6-4 |       |                       |
| GBR George Caridia      | vence | GBR Wilberforce Eaves |
| 7-5, ab.                |       |                       |

Final:
| GBR Arthur Gore | 3 - 0 | GBR George Caridia |
| 6-3, 7-5, 6-4   |       |                    |

Não houve disputa pelo terceiro lugar. Wilberforce Eaves não pode terminar a partida semifinal e "por razões óbvias", de acordo com o relatório oficial, não disputou o bronze. Josiah Ritchie ficou com a medalha.

### Duplas indoor masculino
| Pos. | País               | Atletas                           |
| ---- | ------------------ | --------------------------------- |
|      | Grã-Bretanha (GBR) | Herbert Barrett Arthur Gore       |
|      | Grã-Bretanha (GBR) | George Caridia George Simond      |
|      | Suécia (SWE)       | Wollmar Boström Gunnar Setterwall |

Quartas de final:
| GBR Simond/Caridia       | 3 - 2 | GBR Hillyard/Eaves |
| 2-6, 7-9, 6-4, 10-8, 6-4 |       |                    |

Semifinal:
| GBR Gore/Barrett   | 3 - 1 | GBR Ritchie/Escombe    |
| 0-6, 6-4, 6-3, 6-3 |       |                        |
| GBR Simond/Caridia | 3 - 1 | SWE Setterwall/Boström |
| 6-4, 9-7, 2-6, 6-2 |       |                        |

Final:
| GBR Gore/Barrett   | 3 - 1 | GBR Simond/Caridia |
| 6-2, 2-6, 6-3, 6-3 |       |                    |

Disputa pelo bronze:
| SWE Setterwall/Boström  | 3 - 2 | GBR Ritchie/Escombe |
| 4-6, 6-3, 1-6, 6-0, 6-3 |       |                     |

## Feminino

### Simples feminino
| Pos. | País               | Atletas           |
| ---- | ------------------ | ----------------- |
|      | Grã-Bretanha (GBR) | Dorothea Chambers |
|      | Grã-Bretanha (GBR) | Penelope Boothby  |
|      | Grã-Bretanha (GBR) | Joan Winch        |

Oitavas de final:
| GBR Agnes Morton | 2 - 0 | GBR Alice Greene |
| 8-6, 6-2         |       |                  |

Quartas de final:
| GBR Dorothea Chambers | 2 - 0 | GBR Agnes Morton |
| 6-2, 6-3              |       |                  |

Semifinal:
| GBR Dorothea Chambers | 2 - 0 | GBR Joan Winch |
| 6-1, 6-1              |       |                |

Final:
| GBR Dorothea Chambers | 2 - 0 | GBR Penelope Boothby |
| 6-1, 7-5              |       |                      |

### Simples indoor feminino
| Pos. | País               | Atletas                   |
| ---- | ------------------ | ------------------------- |
|      | Grã-Bretanha (GBR) | Gwendoline Eastlake-Smith |
|      | Grã-Bretanha (GBR) | Angela Greene             |
|      | Suécia (SWE)       | Märtha Adlerstråhle       |

Quartas de final:
| GBR Gwendoline Eastlake-Smith | 2 - 0 | GBR Violet Pinkney   |
| 7-5, 7-5                      |       |                      |
| SWE Elsa Wallenberg           | vence | GBR Mildred Coles    |
| 11-9, 4-6, 4-5, ab.           |       |                      |
| GBR Angela Greene             | 2 - 0 | GBR Penelope Boothby |
| 6-2, 6-2                      |       |                      |

Semifinal:
| GBR Gwendoline Eastlake-Smith | 2 - 0 | SWE Elsa Wallenberg     |
| 6-4, 6-4                      |       |                         |
| GBR Angela Greene             | 2 - 0 | SWE Märtha Adlerstråhle |
| 6-1, 6-3                      |       |                         |

Final:
| GBR Gwendoline Eastlake-Smith | 2 - 1 | GBR Angela Greene |
| 6-2, 4-6, 6-0                 |       |                   |

Disputa pelo bronze:
| SWE Märtha Adlerstråhle | 2 - 1 | SWE Elsa Wallenberg |
| 1-6, 6-3, 6-2           |       |                     |

## Quadro de medalhas do tênis
| Ordem | País               | Medalha de ouro | Medalha de prata | Medalha de bronze | Total |
| ----- | ------------------ | --------------- | ---------------- | ----------------- | ----- |
| 1     | Grã-Bretanha (GBR) | 6               | 5                | 4                 | 15    |
| 2     | Alemanha (GER)     | 0               | 1                | 0                 | 1     |
| 3     | Suécia (SWE)       | 0               | 0                | 2                 | 2     |